# Satyrium flavum
Satyrium flavum là một loài thực vật có hoa trong họ Lan. Loài này được la Croix miêu tả khoa học đầu tiên năm 1993.